# Чемпионат Петрограда по футболу 1914
Чемпионат Петрограда по футболу 1914  стал ХIV-м первенством города, проведенным Петроградской Футбол-лигой.
Победителем среди первых команд класса «А» стала команда «Спорт».

## Организация и проведение турнира
Первоначально в начале августа было принято решение об отмене чемпионата города (осеннего кубка) Комитетом футбол-лиги в связи с началом Первой мировой войны, однако 11 августа, после консультаций с главнонаблюдающим за физическим развитием населения Российской Империи генерал-майором В. Н. Воейковым, общее собрание членов футбол-лиги постановило все же провести первенство, поскольку, согласно докладу секретаря лиги Г. А. Дюперрона: «... теперь жизнь столицы вошла в прежнюю колею и препятствий к розыгрышу не имеется».

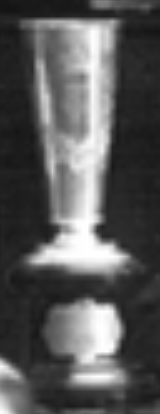
Кубок Аспдена

С началом войны возникли опасения по поводу возникновения у клубов лиги кадровых проблем. Согласно Положению от 14 ноября Совета министров Российской империи, законодательно закрепившему уже проводившееся с начала войны изгнание подданных воюющих с Россией государств из состава союзов, обществ, товариществ и других государственных, общественных и частных организаций, Петроградская лига в одночасье лишилась всех немецких игроков; впрочем, представительство последних в первых командах класса «А» было незначительным (вратарь «Коломяг» Эрих Шюман, выступавший одно время и за сборную города, Артур Шпигель из «Меркура», Йоганн Шмидт из «Нарвы»).  Многие российские футболисты ушли добровольцами в армию (например, известный нападающий «Унитаса» и сборных Петрограда и России Василий Бутусов, один из вратарей сборной на Олимпиаде 1912 Петр Борейша, лучший петербургский правый край, игрок «Спорта» Иван Егоров; Николай Детлов из «Унитаса» (был за храбрость произведен в офицеры), Эрнест Эммерих из «Коломяг» — награжден орденом Святого Георгия). Однако развитие взаимоотношений с союзниками (приведшее к появлению в России бо́льшего числа подданных этих стран, среди которых встречались и достойные футболисты-любители) и патриотический подъем в обществе, выразившийся, в том числе, и в увеличении интереса к физическому развитию и спорту, привел к притоку в футбол молодых людей — в целом количество команд и футболистов в военное время увеличивалось.
Клубы в чемпионате были разделены на три класса («А», «Б», «В»), каждый клуб выставлял от двух до четырех команд, каждая из которых соревновалась на определенном уровне с, как правило, равными по статусу командами своего класса (иногда включались и старшие команды низшего класса).  Всего на 11 уровнях участвовали 62 команды, представлявшие 19 клубов; 1097 футболистов. 
На топ-уровне (I команды класса «А») выступали 6 клубов:
- «Спорт»
- «Коломяги»
- «Унитас»
- «Меркур»
- «Нарва»
- «Триумф»

## Ход турнира (I команды класса «А»)
Чемпионат стартовал 17 августа. Игры прошли по «круговой системе» в два круга. 
Турнир протекал достаточно интересно: с первых туров лидерство захватил «Спорт», но после 4-го тура «Унитас», крупно разгромив лидера 6:1, вышел вперед и стал победителем первого круга. Однако затем два поражения кряду (в том числе и от аутсайдера «Триумфа» 0:4) опять вывели вперед «Спорт», но в предпоследнем туре «Унитас» во второй раз в сезоне уверенно обыграл лидера и сравнялся с ним, опережая на одно очко хорошо проведшую второй круг команду «Коломяги». В последнем туре «Спорт» и «Коломяги» одержали победы, а сыгравший лишь вничью «Унитас» опустился на третье место по разнице мячей (при этом в ходе турнира дважды разгромив чемпиона с общим счетом 10:3). 

### Турнирная таблица
| № | Команды    | 1       | 2       | 3       | 4       | 5       | 6       | В | Н | П | М       | О  |
| - | ---------- | ------- | ------- | ------- | ------- | ------- | ------- | - | - | - | ------- | -- |
|   | «Спорт»    |         | 4:4 4:3 | 2:4 1:6 | 7:0 4:3 | 8:1 8:6 | 8:2 3:1 | 7 | 1 | 2 | 49 — 30 | 15 |
|   | «Коломяги» | 3:4 4:4 |         | 3:1 5:5 | 9:1 3:0 | 0:1 8:2 | 4:2     | 6 | 2 | 2 | 43 — 22 | 14 |
|   | «Унитас»   | 6:1 4:2 | 5:5 1:3 |         | 5:0 1:1 | 4:1 3:1 | 6:1 0:4 | 6 | 2 | 2 | 35 — 19 | 14 |
| 4 | «Нарва»    | 3:4 0:7 | 0:3 1:9 | 1:1 0:5 |         | 3:1 2:6 | 1:0 4:1 | 3 | 1 | 6 | 15 — 37 | 7  |
| 5 | «Меркур»   | 6:8 1:8 | 2:8 1:0 | 1:3 1:4 | 6:2 1:3 |         | 2:1 1:3 | 3 | 0 | 7 | 22 — 40 | 6  |
| 6 | «Триумф»   | 1:3 2:8 | 2:4     | 4:0 1:6 | 1:4 0:1 | 3:1 1:2 |         | 2 | 0 | 8 | 17 — 33 | 4  |

### Потуровая таблица
| № тура / Команда | 1       | 2 | 3 | 4 | 5 | 6 | 7 | 8 | 9 | 10 |   |
| ---------------- | ------- | - | - | - | - | - | - | - | - | -- | - |
| № тура / Команда | «Спорт» | 1 | 1 | 1 | 2 | 2 | 1 | 1 | 1 | 2  | 1 |
| «Коломяги»       | 4       | 2 | 3 | 5 | 3 | 3 | 3 | 3 | 3 | 2  |   |
| «Унитас»         | 3       | 3 | 2 | 1 | 1 | 2 | 2 | 2 | 1 | 3  |   |
| «Нарва»          | 6       | 6 | 5 | 4 | 5 | 5 | 5 | 6 | 5 | 4  |   |
| «Меркур»         | 2       | 4 | 4 | 3 | 4 | 4 | 4 | 4 | 4 | 5  |   |
| «Триумф»         | 5       | 5 | 6 | 6 | 6 | 6 | 6 | 5 | 6 | 6  |   |

### Матчи
| 17 авг | «Спорт» | 7:0     | «Нарва» | Поле «Спорта»  |
| | - Фохт  | (отчёт) |         | Судья: Н.Биази |
| «Спорт»: Красовский - Мосс, Н.Громов - Бодров, Поплескин, Дж.Систонен - Томсон, Сандерс, Фохт, Г.Никитин, В.А.Марков «Нарва»: И.Соколов - В.Медведев, Н.Кораблёв - Миллер, Лебедев, Вавилов - Залевский, А.Даунгам, Варзар , Бреев, П.Михайлов |         |         |         |                |

| 17 авг | «Коломяги» | 5:5     | «Унитас»                    | Поле «Унитаса» |
| | - Полунин  | (отчёт) | - Монро - Эндрю - М.Яковлев | Судья: А.Щульц |
| «Коломяги»: А.Сысоев - Г.ГостевIII, Девяткин - С.ФилипповII , П.ФилипповIII, Г.ФилипповIV - Полунин, Хямяляйнен, В.Крутов, В.ГостевI, Н.ГостевII «Унитас»: Е.Детлов - П.Соколов, М.Яковлев - Е.Иконников, П.Москалев, Бережной - Каяйкин, Эндрю, В.Бутусов , Монро, Нокс |            |         |                             |                |

| 17 авг | «Меркур» | 2:1     | «Триумф» | Поле «Меркура»    |
| |          | (отчёт) |          | Судья: С.Бороздов |
| «Меркур»: Шаверин - Н.Иванов, М.Соловьев - Гундырев, Северов , Клемин - Бабушкин, С.Мейер, Ганюшкин, Д.Киселев, Юргенс «Триумф»: Л.Баранов - Сидоров, Тупицын - Хроновский, Шилин, А.Белозеров - Я.Белозеров, Я.Бобров, Гулюшкин, Нефедович, Кильдяшев |          |         |          |                   |

| 24 авг | «Спорт»                          | 8:2     | «Триумф»          | Поле «Спорта»     |
| | - Морвиль 2′ (3:0)′ - Сандерс 7′ | (отчёт) | - (3:1)′ Солодков | Судья: В.Юргенсон |
| «Спорт»: Красовский - Мосс, Н.Громов - Батырев, Виберг, Поплескин - Томсон, Сандерс, Морвиль, Г.Никитин, В.А.Марков «Триумф»: И.Громов - Сидоров, А.Белозеров - Хроновский, Шилейкис, Шилин - Лапин, Нефедович, Гулюшкин, Солодков, Я.Бобров |                                  |         |                   |                   |

| 24 авг | «Унитас»                   | 3:1     | «Меркур»                  | Поле «Меркура» |
| | - В.В.Марков (2:0)′ (3:1)′ | (отчёт) | - (2:1)′ (пен.) Д.Киселёв | Судья: А.Шульц |
| «Унитас»: Е.Детлов - П.Соколов , Б.Гаврилов - М.Яковлев, Е.Иконников, П.Москалёв - Эндрю, Б.Иконников, Монро, Нокс, В.В.Марков «Меркур»: Голубев - В.Власенко, Н.Иванов - Анчуков, Северов, Клемин - Альбрандт, Ал.Капелькин, С.Мейер, Д.Киселев, М.Соловьёв |                            |         |                           |                |

| 24 авг | «Коломяги»                             | 9:1     | «Нарва» | Поле «Коломяг» |
| | - Полунин 2′ - Девяткин - С.ФилипповII | (отчёт) |         | Судья: Н.Биази |
| «Коломяги»: А.Сысоев - Г.ГостевIII, Л.Чернышев - Девяткин, С.ФилипповII , П.ФилипповIII - Полунин, В.ГостевI, В.Крутов, Г.ФилипповIV, Н.ГостевII «Нарва»: Гусаков - Битти, И.Соколов - А.Даунгам, Миллер, Н.Кораблёв - В.Медведев, Г.Медведев, Залевский, И.Андреев, Варзар |                                        |         |         |                |

| 31 авг | «Спорт»                                                                     | 4:3     | «Коломяги»                                               | Поле «Коломяг» |
| | - Сандерс (1:1)′ - Виберг (2:1)′ - Г.Никитин (3:2)′ - Морвиль (4:2)′ (пен.) | (отчёт) | - (0:1)′ В.ГостевI - (2:2)′ В.Крутов - (4:3)′ Н.ГостевII | Судья: А.Шульц |
| «Спорт»: Кожевников - Мосс, Н.Громов - Бодров, Виберг, Поплескин - Томсон, Сандерс, Морвиль, Г.Никитин, В.А.Марков «Коломяги»: А.Сысоев - Г.ГостевIII, Л.Чернышев - С.ФилипповII, П.ФилипповIII, Девяткин - Полунин, В.Крутов, В.ГостевI, Г.ФилипповIV, Н.ГостевII |                                                                             |         |                                                          |                |

| 31 авг | «Унитас» | 6:1     | «Триумф» | Поле «Унитаса» |
| | - Нокс   | (отчёт) |          | Судья: В.Фомин |
| «Унитас»: Е.Детлов - П.Соколов , Б.Гаврилов - А.Гаврилов, П.Москалев, М.Яковлев - Эндрю, А.Исаков, Нокс, Зиккель, Бианки «Триумф»: И.Громов - Сидоров, А.Белозеров - Хроновский, Шилейкис, Шилин - Лапин, Нефедович, Я.Бобров, Солодков, Гулюшкин |          |         |          |                |

| 31 авг | «Нарва» | 3:1     | «Меркур»           | Поле «Нарвы»      |
| |         | (отчёт) | - (0:1)′ Д.Киселев | Судья: Г.Трифонов |
| «Нарва»: Гусаков - Нестеров, Н.Кораблёв - Г.Медведев, В.Медведев, А.Даунгам - Миллер, Гриккель, Залевский, И.Андреев, Варзар «Меркур»: Шаверин - В.Власенко, Н.Иванов - К.Власенко, Северов , Клемин - Лызлов, Ал.Капелькин, Самойлов, Д.Киселёв, Юргенс |         |         |                    |                   |

| 7 сен | «Унитас»                                                                  | 6:1     | «Спорт»        | Поле «Унитаса» |
| | - Нокс 1′ 13′ - Эндрю (3:0)′ - В.Бутусов ~40′ - Бианки (5:1)′ - Монро 80′ | (отчёт) | - ~85′ Морвиль | Судья: А.Шульц |
| «Унитас»: Е.Детлов - П.Соколов , Б.Гаврилов - Е.Иконников, М.Яковлев, П.Москалев - Эндрю, Монро, В.Бутусов, Нокс, Бианки «Спорт»: Чешер - Мосс, Н.Громов - Бодров, Виберг, Поплескин - Томсон, Сандерс, Морвиль, Менде, В.А.Марков |                                                                           |         |                |                |

| 7 сен | «Меркур»         | 1:0     | «Коломяги» | Поле «Коломяг»            |
| | - Самойлов (2Т)′ | (отчёт) |            | Судья: В.Синдеев/ Н.Биази |
| «Меркур»: Шаверин - В.Власенко, Н.Иванов - Гвоздев, Северов , Клемин - С.Мейер, Статковский, Самойлов, Д.Киселев, Юргенс «Коломяги»: А.Сысоев - Г.ГостевIII, Л.Чернышев - Г.ФилипповIV, П.ФилипповIII, Девяткин - Полунин, Б.Исаков, В.Крутов, С.ФилипповII , Н.ГостевII |                  |         |            |                           |

| 7 сен | «Нарва» | 4:1 | «Триумф» | Поле «Триумфа»   |
| |         |     |          | Судья: Б.Метцгер |
| «Нарва»: Гусаков - Нестеров, В.Иванов - Г.Медведев, Н.Кораблёв, А.Даунгам - Миллер, И.Соколов, Залевский, И.Андреев, Варзар «Триумф»: И.Громов - Сидоров, А.Белозёров - Хроновский, Шилейкис , Шилин - Лапин, Нефедович, Гулюшкин, Солодков, Я.Бобров |         |     |          |                  |

| 14 сен | «Спорт»                                                                             | 8:6     | «Меркур»    | Поле «Меркура» |
| | - Сандерс (1:2)′ - Морвиль (2:3)′ (3:4)′ (6:6)′ - Г.Никитин (7:6)′ - В.А.Марков 80′ | (отчёт) | - Д.Киселев | Судья: А.Шульц |
| «Спорт»: Красовский - Мосс, Чурилов - Гуськов, Виберг, Поплескин - Томсон, Сандерс, Морвиль, Г.Никитин, В.А.Марков · «Меркур»: Шаверин - Н.Иванов, В.Власенко - С.Мейер, Северов , Клемин - Юргенс, Ал.Капелькин, Самойлов , Д.Киселев, М.Соловьев |                                                                                     |         |             |                |

| 14 сен | «Унитас» | 5:0     | «Нарва» | Поле «Унитаса»   |
| |          | (отчёт) |         | Судья: Г.Фепонов |
| «Унитас»: Е.Детлов - П.Соколов , Б.Гаврилов - Е.Иконников, М.Яковлев, П.Москалев - Микеров, Эндрю, Монро, Скобелев, Бианки «Нарва»: Гусаков - Нестеров, Трещёв - Г.Медведев, В.Медведев, А.Даунгам - Миллер, И.Соколов, Н.Кораблёв, И.Андреев, Варзар |          |         |         |                  |

| 14 сен | «Коломяги» | 4:2 | «Триумф» | Поле «Триумфа»    |
| |            |     |          | Судья: В.Юргенсон |
| «Коломяги»: А.Сысоев - Г.ГостевIII, Л.Чернышев - Г.ФилипповIV, П.ФилипповIII, С.ФилипповII - Полунин, В.Крутов, В.ГостевI, А.Савельев, Н.ГостевII «Триумф»: И.Громов - Годованников, А.Белозёров - Сидоров, Шилейкис, Шилин - Хроновский, Гулюшкин, Я.Бобров, П.Семёнов, Ф.Кузнецов |            |     |          |                   |

| 21 сен | «Спорт»   | 4:3 | «Нарва» | Поле «Нарвы»     |
| | - Морвиль |     |         | Судья: Б.Метцгер |
| «Спорт»: Красовский - Мосс, Н.Громов - Бодров, Виберг, Поплескин - Томсон, Сандерс, Морвиль, Г.Никитин, В.А.Марков «Нарва»: Гусаков - Лебедев, Н.Кораблёв - Г.Медведев, В.Медведев, А.Даунгам - Миллер, И.Соколов, Залевский, И.Андреев, Варзар |           |     |         |                  |

| 21 сен | «Триумф»                            | 3:1     | «Меркур» | Поле «Триумфа»  |
| | - Шилейкис (2:1)′ - В.Павлов (3:1)′ | (отчёт) |          | Судья: Л.Валлер |
| «Триумф»: А.Поляков - Загуляев, Сидоров - Хроновский, Шилейкис, Шилин - Нефедович, Вас.Иванов, В.Павлов, А.Белозеров, Я.Бобров «Меркур»: Шаверин - Н.Иванов, В.Власенко - С.Мейер, Северов , Курбатов - Белороссов, Гавриков, Ал.Капелькин, Д.Киселев, Юргенс |                                     |         |          |                 |

| 21 сен | «Коломяги» | 3:1 | «Унитас» | Поле «Коломяг» |
| |            |     |          | Судья: А.Шульц |
| «Коломяги»: А.Сысоев - Г.ГостевIII, Л.Чернышев - Г.ФилипповIV, П.ФилипповIII, С.ФилипповII - Полунин, В.Крутов, В.ГостевI, Грант, Н.ГостевII «Унитас»: Е.Детлов - П.Соколов , М.Орлов - Е.Иконников, М.Яковлев, П.Москалев - Эндрю, Монро, Нокс, Бианки, В.В.Марков |            |     |          |                |

| 28 сен | «Спорт»                                    | 3:1     | «Триумф» | Поле «Триумфа»   |
| | - В.А.Марков (1:0)′ - Виберг (2:0)′ (3:0)′ | (отчёт) |          | Судья: Б.Метцгер |
| «Спорт»: Красовский - Мосс, Н.Громов - Бодров, Виберг, Поплескин - Томсон, Матукевич, Сандерс, Г.Никитин, В.А.Марков «Триумф»: И.Громов - Загуляев, Сидоров - Хроновский, Надежин, Шилин - Назоров, Вас.Иванов, В.Павлов, Гулюшкин, Я.Бобров |                                            |         |          |                  |

| 28 сен | «Унитас» | 4:1     | «Меркур»    | Поле «Унитаса» |
| | - Монро  | (отчёт) | - Д.Киселев | Судья: А.Шульц |
| «Унитас»: Е.Детлов - П.Соколов , Б.Гаврилов - Е.Иконников, М.Яковлев, П.Москалев - Каяйкин, Эндрю, Монро, Нокс, Бианки «Меркур»: Шаверин - Н.Иванов, В.Власенко - Курбатов, Северов , Шнейдер - Юргенс, Казеннов, С.Мейер, Д.Киселев, Юренинский |          |         |             |                |

| 28 сен | «Коломяги» | 3:0 | «Нарва» | Поле «Нарвы»        |
| |            |     |         | Судья: В.Будзинский |
| «Коломяги»: А.Сысоев - Г.ГостевIII, Л.Чернышев - Г.ФилипповIV, П.ФилипповIII, Девяткин - Полунин, В.Крутов, В.ГостевI, С.ФилипповII , Н.ГостевII «Нарва»: Гусаков - Нестеров, Вас.Иванов - П.Кузнецов, В.Медведев, А.Даунгам - Миллер, И.Соколов, Н.Кораблёв, И.Андреев, Варзар |            |     |         |                     |

| 1 окт | «Спорт»                                                        | 4:4     | «Коломяги»                                                       | Поле «Спорта»  |
| | - Морвиль 5′ - Сандерс (2:1)′ - В.А.Марков 20′ - Г.Никитин 83′ | (отчёт) | - (1:1)′ - (3:2)′ В.ГостевI - (3:3)′ В.Крутов - 80′ Г.ФилипповIV | Судья: А.Шульц |
| «Спорт»: Красовский - Мосс, Н.Громов - Бодров, Виберг, Поплескин - Томсон, Сандерс, Морвиль, Г.Никитин, В.А.Марков «Коломяги»: А.Сысоев - Г.ГостевIII, Л.Чернышев - П.ФилипповIII, Г.ФилипповIV, Девяткин - Полунин, В.Крутов, В.ГостевI, С.ФилипповII , Н.ГостевII |                                                                |         |                                                                  |                |

| 1 окт | «Триумф» | 4:0 | «Унитас» | Поле «Триумфа»      |
| |          |     |          | Судья: Е.Будзинский |
| «Триумф»: И.Громов - Загуляев, Сидоров - В.Иванов, Хроновский , А.Белозёров - Шилин, Я.Бобров, Славолюбов, В.Павлов , И.Васильев · «Унитас»: Е.Детлов - П.Соколов , Б.Гаврилов - Е.Иконников, М.Яковлев, П.Москалев - А.Бутусов, Нокс, Боголюбов |          |     |          |                     |

| 1 окт | «Меркур»                   | 6:2     | «Нарва» | Поле «Меркура» |
| | - Д.Киселев - Ал.Капелькин | (отчёт) |         | Судья: Н.Биази |
| «Меркур»: Шаверин - Н.Иванов, В.Власенко - С.Павлов, Северов , Клемин - Жуков, Ал.Капелькин, С.Мейер, Д.Киселев, Юргенс «Нарва»: Гусаков - Трещёв, Вас.Иванов - Варзар , Н.Кораблёв, Даунгам - Миллер, И.Соколов, И.Андреев |                            |         |         |                |

| 5 окт | «Унитас»                                      | 4:2     | «Спорт»                              | Поле «Спорта»  |
| | - Нокс 23′ ~40′ - Монро (3:1)′ - Эндрю (4:2)′ | (отчёт) | - 18′ (пен.) Морвиль - (3:2)′ Виберг | Судья: А.Шульц |
| «Унитас»: Е.Детлов - П.Соколов , Б.Гаврилов - Е.Иконников, М.Яковлев, П.Москалев - Каяйкин, Эндрю, Монро, Нокс, Бианки «Спорт»: Красовский - Мосс, Н.Громов - Бодров, Виберг, Поплескин - Томсон, Сандерс, Морвиль, Г.Никитин, В.А.Марков |                                               |         |                                      |                |

| 5 окт | «Коломяги» | 8:2 | «Меркур» | Поле «Меркура» |
| |            |     |          | Судья: Н.Биази |
| «Коломяги»: А.Сысоев - Г.ГостевIII, Л.Чернышев - Г.ФилипповIV, П.ФилипповIII, Девяткин - Полунин, В.ГостевI, В.Крутов, С.ФилипповII , Н.ГостевII «Меркур»: Шаверин - Н.Иванов, В.Власенко - М.Соловьёв, Северов , Гундырев - Жуков, Ал.Капелькин, С.Мейер, Д.Киселев, Юргенс |            |     |          |                |

| 5 окт | «Нарва» | 1:0 | «Триумф» | Поле «Нарвы»      |
| |         |     |          | Судья: В.Юргенсон |
| «Нарва»: Гусаков - Нестеров, И.Соколов - Н.Кораблёв, Вас.Иванов, И.Андреев - Миллер, А.Даунгам, В.Медведев, Г.Медведев, Варзар «Триумф»: А.Егоров - Сидоров, Загуляев - Хроновский, Вас.Иванов, Шилин - Просолупов, Нефедович, В.Павлов, Гулюшкин, Я.Бобров |         |     |          |                   |

| 12 окт | «Спорт»                                                                       | 8:1     | «Меркур»              | Поле «Спорта»  |
| | - Фохт 15′ (5)′ - Морвиль 25′ (4)′ - Сандерс (3)′ (6)′ (8)′ - Г.Тимофеев (7)′ | (отчёт) | - (2:1)′ Ал.Капелькин | Судья: А.Шульц |
| «Спорт»: Заболотный - Мосс, Н.Громов - Бодров, Виберг, Поплескин - Г.Тимофеев, Сандерс, Фохт, Морвиль, В.А.Марков «Меркур»: Шаверин - Н.Иванов, В.Власенко - Гундырев, Северов , Клемин - Юргенс, Ал.Капелькин, Ганюшкин, Д.Киселёв, М.Соловьёв |                                                                               |         |                       |                |

| 12 окт | «Нарва» | 1:1     | «Унитас»       | Поле «Нарвы»     |
| | - ~90′  | (отчёт) | - (0:1)′ Монро | Судья: Б.Метцгер |
| «Нарва»: Гусаков - Варзар , Нестеров - Н.Кораблев, Трещев, И.Соколов - В.Медведев, Вас.Иванов, А.Даунгам, И.Андреев, Миллер «Унитас»: Полежаев - П.Соколов , Б.Гаврилов - Е.Иконников, М.Яковлев, П.Москалев - А.Исаков, Эндрю, Нокс, Монро, Бианки |         |         |                |                  |

| 12 окт | «Коломяги» | 4:2     | «Триумф» | Поле «Коломяг»    |
| | - В.Крутов | (отчёт) |          | Судья: В.Юргенсон |
| «Коломяги»: А.Сысоев - Г.ГостевIII, Л.Чернышев - Г.ФилипповIV, П.ФилипповIII , Девяткин - Полунин, В.Крутов, В.ГостевI, А.Савельев, Н.ГостевII «Триумф»: А.Егоров - Загуляев, А.Белозёров - Хроновский, В.Иванов, Шилин - П.Семёнов, Гулюшкин, Я.Бобров, В.Павлов, И.Филиппов |            |         |          |                   |

## Низшие команды и классы
Результаты соревнований низшего уровня
- I команды класса «Б» — «Павловск» (победитель), «Петровский», «Кречет», «Русско-Азиатский банк», «Нева», «Националы» 
  - Переходный матч между классами «А» и «Б»: «Триумф» 3:1 «Павловск» [13]

- I команды класса «В» — «Путиловский» (победитель), «Унион», «Мурзинка», «Гладиатор», «Царское Село», «Россия», «Юниор»
- II команды класса «А» — «Спорт» (победитель)
- II команды класса «Б» — «Кречет»
- II команды класса «В» — «Мурзинка»
- III команды класса «А» — «Унитас»
- III команды класса «Б» — «Триумф»
- III команды класса «В» — «Мурзинка»
- IV команды класса «А» — «Петровский»
- IV команды класса «Б» — «Триумф»

### Периодика
- «Вечернее время» Санкт-Петербург/Петроград 1914. Электронная библиотека ГПИБ — elib.shpl.ru.
- «Новое время» Санкт-Петербург/Петроград 1914. Gallica — gallica.bnf.fr.
- «Футболистъ» Санкт-Петербург/Петроград 1914. НЭБ — rusneb.ru.
- «Къ Спорту» Москва 1914. НЭБ — rusneb.ru.
- «Русскiй спортъ» Москва 1914. НЭБ — rusneb.ru.
- «Футбольный архив» Санкт-Петербург № 1 (10). — 1997.